# Janusz Malik
Pour les articles homonymes, voir Malik.
Janusz Malik (né le 30 septembre 1964) est un ancien sauteur à ski polonais.

## Palmarès

### Jeux Olympiques
| Épreuve / Édition | Sarajevo 1984 |
| Petit Tremplin    | 30e           |
| Grand Tremplin    | 46e           |

### Coupe du Monde
- Meilleur classement final: 42e en 1984.
- Meilleur résultat: 3e.